# おいピータン!!
『おいピータン!!』は、伊藤理佐による日本の漫画作品。1998年から2018年にかけて、講談社のヤング・レディース向け漫画雑誌『Kiss』に連載。1998年No.13より掲載された最初の数話はパイロット版的なもので、1999年No.21から2018年3月号まで本格的に連載された。連載の途中、作者の産休により休載される期間があった。同誌2018年5月号からは新作『おいおいピータン!!』が連載中。2005年度、講談社漫画賞少女部門受賞作品。
2022年1月8日から、『おいピータン!!』シリーズを中核原作としてドラマ化した『おいハンサム!!』が、東海テレビ・フジテレビ系「土ドラ」枠で放送された。
また、ドラマ化した『おいハンサム!!』のスピンオフ企画として、『おいピータン!! ムービングコミック』が、東海テレビ公式Youtubeで2022年1月9日から2月12日にかけて全5話を配信された。大森利夫役は日野聡。

## 作風
食べることが大好きで男気のある小太りのサラリーマン・大森利夫を中心に、彼の同僚や同じ町内を行き交う人々と食べ物に関するエピソードが基本的に一話完結のオムニバス形式で描かれる。本来伊藤が得意とする下ネタギャグは本作では意識的に封印されており、ほぼ無い。
タイトルは、担当編集者の発案によるもの。『おいピータン!!』を始める前の連載『いいようにはしないから』で先だって登場していた大森のあだ名が「ピータン」だったので、食べ物マンガということもあり、おいしいという意味もひっかけて『おいピータン!!』と決めた。伊藤理佐は反発し、それだったら『おいピーマン!!』のほうがいいと主張した（Kiss on Line：インタビューより）。なお、『いいようにはしないから』の話の一部は『おいピータン!!』の一部として第1巻に収められている。

## 書誌情報
各巻には、大森の飼い猫クロを主役とした4コマ漫画「おいクロタン！」が巻頭カラーで収録されている。
- 伊藤理佐『おいピータン!!』 講談社〈ワイドKC Kiss〉、全17巻
  1. 2000年11月10日発売[10]、ISBN 4-06-325913-7 - 本格連載された話より収録。
    - ＜改訂版＞ 2003年3月11日発売[1]、ISBN 4-06-337518-8 - 第1巻の内容に加え、パイロット版連載分も収録されている。

  2. 2001年12月10日発売[11]、ISBN 4-06-337477-7
  3. 2002年9月11日発売[12]、ISBN 4-06-337503-X
  4. 2003年3月13日発売[13]、ISBN 4-06-337517-X
  5. 2003年11月12日発売[14]、ISBN 4-06-337532-3
  6. 2004年9月13日発売[15]、ISBN 4-06-337552-8
  7. 2005年7月13日発売[16]、ISBN 4-06-337576-5
  8. 2006年3月13日発売[17]、ISBN 4-06-337592-7
  9. 2007年1月12日発売[18]、ISBN 978-4-06-337610-4
  10. 2007年12月13日発売[19]、ISBN 978-4-06-337631-9
  11. 2008年12月12日発売[20]、ISBN 978-4-06-337657-9
  12. 2010年2月12日発売[21]、ISBN 978-4-06-337683-8
  13. 2012年11月13日発売[22][23]、ISBN 978-4-06-337766-8
  14. 2014年2月13日発売[24][25]、ISBN 978-4-06-337791-0
  15. 2014年12月12日発売[26]、ISBN 978-4-06-337810-8
  16. 2016年6月13日発売[27]、ISBN 978-4-06-337846-7
  17. 2018年3月13日発売[5][28]、ISBN 978-4-06-337864-1

- 伊藤理佐『よりぬきピータン!!基本編』 講談社〈KCデラックス〉、2007年1月9日発売[29]、ISBN 978-4-06-372248-2
  - 単行本第8巻までの傑作選。

- 伊藤理佐『おいおいピータン!!』 講談社〈ワイドKC Kiss〉、既刊6巻（2025年1月10日現在）
  1. 2020年9月11日発売[30][31]、ISBN 978-4-06-520492-4
  2. 2021年3月12日発売[32]、ISBN 978-4-06-522640-7
  3. 2021年9月13日発売[33]、ISBN 978-4-06-524701-3
  4. 2022年9月13日発売[34]、ISBN 978-4-06-527399-9
  5. 2023年10月13日発売[35]、ISBN 978-4-06-532849-1
  6. 2025年1月10日発売[36]、ISBN 978-4-06-538221-9
- 伊藤理佐『よりぬきピータン!!とびきり編』講談社〈ワイドKC〉、2024年6月13日発売[37]、ISBN 978-4-06-535907-5

## スタッフ
- 担当 - カマクラ
- 人形制作 - 森井ユカ
- カバーデザイン - 野島禎三